# Six Day Series
Six Day Series bezeichnet eine Serie von Sechstagerennen, die von dem britischen Unternehmen Madison Sports Group (MSG) organisiert wird.

## Entwicklung

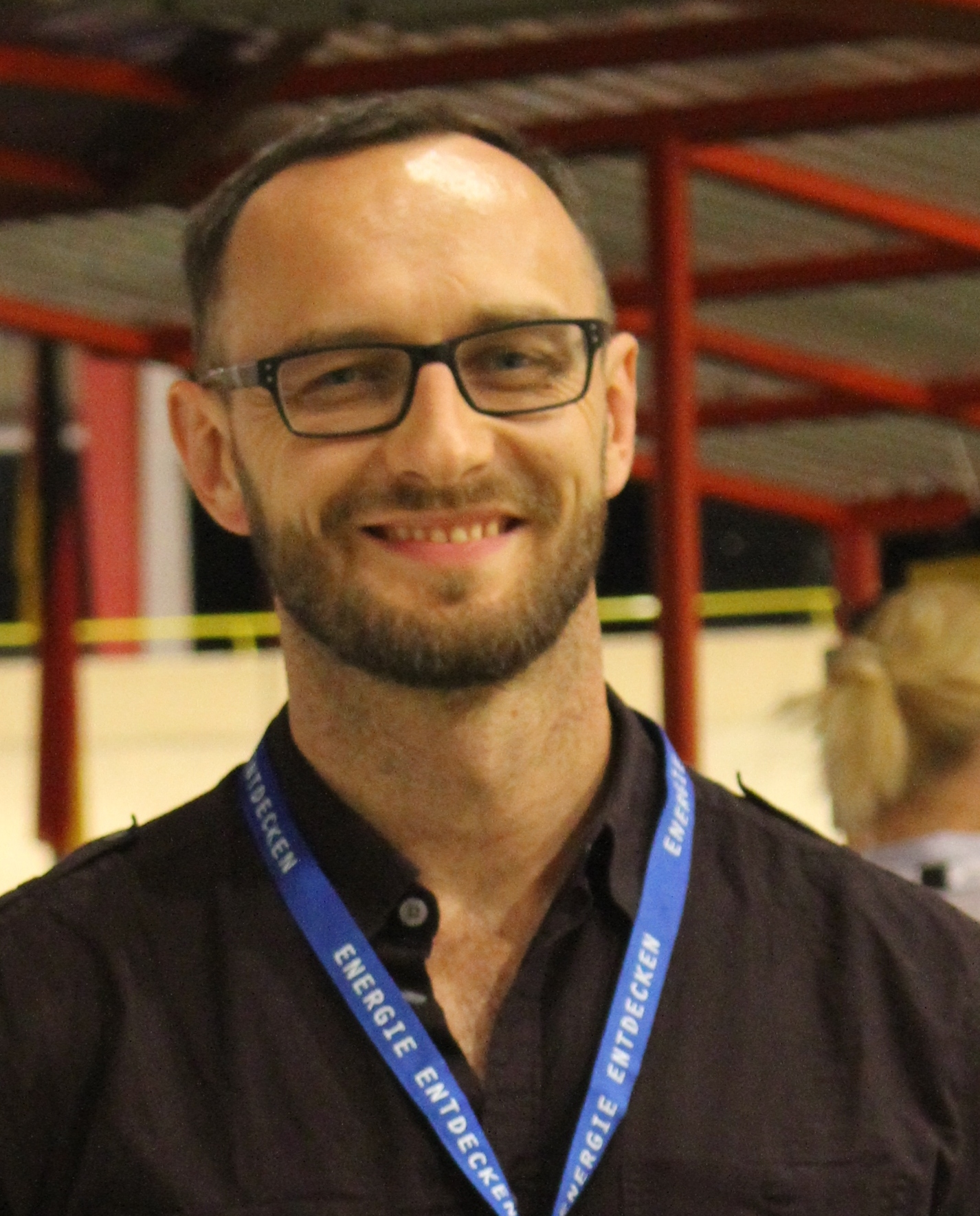
Verantwortlich für die Serie: Valts Miltovičs

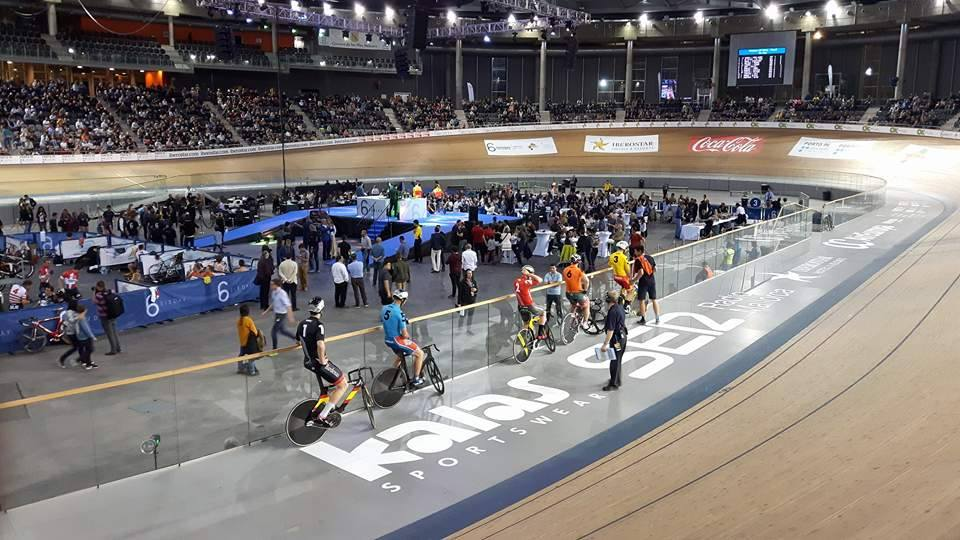
Finale 2017 in der Palma Arena

2015 belebte die MSG, die unter anderem für die Organisation der Bahnradsportwettbewerbe bei den Olympischen und Paralympischen Spielen 2012 verantwortlich war, das Londoner Sechstagerennen, das zuletzt 35 Jahre zuvor ausgetragen worden war. Im Oktober desselben Jahres fand die erste Auflage statt, die von den Belgiern Moreno De Pauw und Kenny De Ketele gewonnen wurde und großen Zuschauerzuspruch zu verzeichnen hatte.
Kurz vor der Austragung des Londoner Sechstagerennens 2015 wurde bekannt, dass die MSG das Berliner Sechstagerennen erworben hatte. In der Folge kaufte das Unternehmen ebenfalls die Sechstagerennen von Amsterdam und Kopenhagen auf. Das Rennen in Amsterdam war 2015 ausgefallen.
Im Herbst 2016 gab MSG bekannt, dass diese vier Sechstagerennen im Winter 2016/17 zu einer Serie zusammengefasst wurden. Das Finale fand im März 2017 in der Palma Arena in Palma de Mallorca als Eintagesveranstaltung statt. Verantwortlich für den Aufbau der Serie ist der Sportmanager Valts Miltovičs, der gleichzeitig auch Chef des Berliner Rennens ist. Mark Dabon, Geschäftsführer der MSG: „Unser Ziel ist es, eine neue Ära im Bahnradsport zu starten – mit den besten Fahrern der Welt, versammelt in einer attraktiven Rennserie.“ Ein weiterer Ausbau der Serie war geplant; so wurde überlegt, das Sechstagerennen von München ebenfalls wiederzubeleben.
2018 gab die  Madison Sports Group bekannt, dass die Serie um die Austragungsorte Melbourne, Brisbane und Manchester erweitert wird, während die in Amsterdam nicht stattfand; diese Veranstaltungen werden jedoch nur drei und nicht sechs Tage lang dauern. 2019 fand das dreitägige Finale im Anna Meares Velodrome in Brisbane statt.

## Konzept
In der ersten Austragung der Serie gingen – anders als bisher üblich – 24 feste Paarungen an den Start der Sechstagerennen, die wie in der Vergangenheit aus verschiedenen Disziplinen bestehen, auch mit einem gestrafften Programm. Diese Mannschaften sammelten über die Serie hinweg Punkte. Ebenso gab es einen Omnium-Wettbewerb für Frauen. Die besten zwölf Six-Days-Team und die besten zwölf Frauen qualifizierten sich für das Finale. Die Sieger der Sechstage-Serie erhielten eine Prämie von 30.000 Euro. Die Rennen wurden durch Wettbewerbe im Sprint sowie im Steherrennen ergänzt. Die Serie wurde zum Teil live auf Eurosport übertragen.

## Finalgewinner
- 2017  Moreno De Pauw – Kenny De Ketele
- 2018  Sebastián Mora – Albert Torres
- 2019  Leigh Howard – Kelland O’Brien